# Tour della nazionale maschile di rugby a 15 di Samoa 1998
Nel periodo tra le edizioni della Coppa del Mondo di rugby 1995 e del 1999, la nazionale di rugby XV di Samoa si è recata varie volte in tour oltremare. Come già nel 1997, il tour è in Nuova Zelanda, dove affrontano delle selezioni provinciali.

## 1998: in Nuova Zelanda
| New Plymouth 19 giugno 1998 | Taranaki | 18 – 22 | Samoa XV |  |

| Wanganui 24 giugno 1998 | Wanganui | 20 – 27 | Samoa XV |  |

| Tauranga 26 giugno 1998 | Bay of Plenty | 10 – 21 | Samoa XV |  |

| Albany (NZ) 1º luglio 1998 | North Harbour | 18 – 22 | Samoa XV |  |

| Whangarei 4 luglio 1998 | Northland | 16 – 7 | Samoa XV |  |